# Eleições parlamentares no Cazaquistão em 2021
As eleições parlamentares cazaques de 2021 foram realizadas em 10 de janeiro de 2021 para eleger os membros dos Majilis. Esta foi a 8ª eleição legislativa na história do Cazaquistão desde sua independência. Coincidiu com as eleições locais de 2021. Esta eleição marca a primeira a ser realizada sob a presidência de Kassym-Jomart Tokayev e a primeira desde 2004 a ser realizada na data normalmente agendada, em vez de devido a uma dissolução antecipada dos Majilis.
O partido governista Nur-Otan manteve seu status de partido dominante na câmara baixa, ganhando 71,1% dos votos e ganhando 76 assentos, no entanto, pior do que a eleição passada, perdendo 8 assentos e 11,1% dos votos, tornando-se o pior desempenho para o partido desde 2012, enquanto dois partidos de oposição Partido Democrático Ak Jol e Partido Popular do Cazaquistão em Majilis desde 2012 tiveram um desempenho geralmente melhor com o Ak Jol ganhando a maioria dos 5 assentos, seguido pelo Partido Popular com 3 assentos. Apesar de algumas expectativas, os outros partidos que disputaram não conseguiram atingir o limite eleitoral de 7%, não conseguindo entrar no Parlamento. Vários grupos de oposição pediram boicote e protestos nas eleições citando falta de abertura e justiça, bem como partidos de oposição registrados nos quais o único Partido Social-Democrata (PSDN) se recusou a disputar a eleição, enquanto outros grupos encorajaram a votar taticamente no Ak Jol para retirar votos do Nur-Otan. No entanto, a eleição legislativa teve um comparecimento eleitoral de 63,3%, tornando-se o menor desde 1999. Os assentos restantes foram reservados à Assembleia Popular do Cazaquistão, que elegeu indiretamente 9 membros para os Majilis em 11 de janeiro de 2021.
A campanha foi focada em questões como reformas promulgadas pelo presidente Tokayev, dificuldades econômicas causadas pela pandemia de COVID-19, questões sociais, vendas de terras e setor agrícola. A eleição foi atormentada por vários escândalos de corrupção envolvendo os círculos do ex-presidente Nursultan Nazarbayev, questões diplomáticas entre o Cazaquistão e a Rússia sobre alegações controversas de terras, bem como pressões e repressão a grupos de direitos humanos, jornalistas, ativistas e observadores eleitorais. A Assembleia Parlamentar da Organização para a Segurança e Cooperação na Europa (OSCE) classificou as eleições como "discretas" com a falta de "concorrência genuína", pois todos os partidos pró-governo que disputavam apoiaram as políticas de Tokayev.

## Sistema eleitoral
O Majilis, de 107 assentos, é composto por 98 membros eleitos de um único eleitorado nacional por representação proporcional e nove assentos eleitos pela Assembleia popular, órgão selecionado pelo Presidente. Os assentos eleitos diretamente são eleitos usando um limite eleitoral de 7% e alocados usando o maior método restante. Se os partidos tiverem um restante igual, o partido que foi registrado primeiro recebe a vaga. Se apenas um partido cruzar o limiar, o partido com o segundo maior número de votos recebe pelo menos dois assentos.

## Resultados

Logotipo oficial das eleições

|                                      |            |        |          |     |
| Partido                              | Votos      | %      | Assentos | +/– |
| Nur-Otan                             | 5,148,074  | 71.09  | 76       | –8  |
| Ak Jol                               | 792,828    | 10.95  | 12       | +5  |
| Partido Popular                      | 659,019    | 9.10   | 10       | +3  |
| Auyl                                 | 383,023    | 5.29   | 0        | 0   |
| Adal                                 | 258,618    | 3.57   | 0        | 0   |
| Assembleia popular                   |            |        | 9        | 0   |
| Total                                | 7,241,562  | 100.00 | 107      | 0   |
|                                      |            |        |          |     |
| Votos válidos                        | 7,241,562  | 96.05  |          |     |
| Votos inválidos/em branco            | 297,718    | 3.95   |          |     |
| Total de votos                       | 7,539,280  | 100.00 |          |     |
| Eleitores registrados/comparecimento | 11,919,241 | 63.25  |          |     |
| Fonte:                               |            |        |          |     |

### Por região
|                       |           |          |         |        |                 |                 |         |        |         |       |                 |                 |
| Região                | Nur-Otan  | Nur-Otan | Ak Jol  | Ak Jol | Partido Popular | Partido Popular | Auyl    | Auyl   | Adal    | Adal  | Votos inválidos | Votos inválidos |
| Região                | Votos     | %        | Votos   | %      | Votos           | %               | Votos   | %      | Votos   | %     | Votos           | %               |
| Região de Akmola      | 278,209   | 76.49%   | 33,474  | 9.20%  | 39,780          | 10.94%          | 7,529   | 2.07%  | 4,728   | 1.30% |                 |                 |
| Região de Aktobe      | 206,172   | 64.84%   | 40,071  | 12.60% | 52,910          | 16.64%          | 5,781   | 1.82%  | 13,036  | 4.10% |                 |                 |
| Cidade de Almati      | 178,461   | 55.54%   | 48,887  | 15.21% | 43,337          | 13.49%          | 31,802  | 9.90%  | 18,835  | 5.21% |                 |                 |
| Região de Almati      | 716,379   | 72.41%   | 114,939 | 11.62% | 46,224          | 4.67%           | 60,251  | 6.09%  | 51,544  | 5.21% |                 |                 |
| Região de Atyrau      | 143,692   | 64.28%   | 25,875  | 11.58% | 32,905          | 14.72%          | 11,277  | 5.04%  | 9,791   | 4.38% |                 |                 |
| Cazaquistão Oriental  | 462,685   | 71.04%   | 65,723  | 10.09% | 75,298          | 11.56%          | 24,410  | 3.75%  | 23,186  | 3.56% |                 |                 |
| Região de Jambyl      | 399,766   | 79.54%   | 40,341  | 8.03%  | 32,746          | 6.52%           | 14,516  | 2.89%  | 15,229  | 3.03% |                 |                 |
| Região de Karaganda   | 476,504   | 76.13%   | 61,345  | 9.80%  | 66,411          | 10.61%          | 12,023  | 1.92%  | 9,606   | 1.53% |                 |                 |
| Região de Kostanay    | 308,037   | 78.47%   | 38,407  | 9.78%  | 23,237          | 5.92%           | 17,069  | 4.35%  | 5,805   | 1.48% |                 |                 |
| Região de Kyzylorda   | 261,720   | 74.46%   | 33,052  | 9.40%  | 13,496          | 3.84%           | 30,569  | 8.70%  | 12,653  | 3.60% |                 |                 |
| Região de Mangystau   | 128,789   | 58.72%   | 31,361  | 14.30% | 25,594          | 11.67%          | 18,664  | 8.51%  | 14,908  | 6.80% |                 |                 |
| Cazaquistão do Norte  | 213,416   | 73.31%   | 29,533  | 10.14% | 36,415          | 12.51%          | 7,937   | 2.73%  | 3,813   | 1.31% |                 |                 |
| Cidade de Astana      | 173,732   | 67.50%   | 44,695  | 15.24% | 38,752          | 13.21%          | 21,745  | 7.41%  | 14,394  | 4.91% |                 |                 |
| Região de Pavlodar    | 260,238   | 72.22%   | 43,513  | 12.08% | 41,910          | 11.63%          | 9,483   | 2.63%  | 5,181   | 1.44% |                 |                 |
| Cidade de Shymkent    | 223,027   | 67.50%   | 27,349  | 8.28%  | 21,281          | 6.44%           | 42,755  | 12.94% | 15,998  | 4.84% |                 |                 |
| Turquestão            | 545,806   | 74.43%   | 74,889  | 10.21% | 27,501          | 3.75%           | 48,181  | 6.57%  | 36,979  | 5.04% |                 |                 |
| Cazaquistão Ocidental | 171,441   | 62.57%   | 39,374  | 14.37% | 41,222          | 15.04%          | 19,031  | 6.95%  | 2,932   | 1.07% |                 |                 |
| Cazaquistão           | 5,148,074 | 71.09%   | 792,828 | 10.95% | 659,019         | 9.10%           | 383,023 | 5.29%  | 258,618 | 3.57% |                 |                 |